# Каліфорнія
Каліфо́рнія (англ. California) — штат, що охоплює південну половину західного узбережжя Сполучених Штатів. З населенням 39,529,000 (2025) і площею 410 тис. квадратних кілометрів, Каліфорнія — найбільший американський штат за населенням і третій за площею. Столиця Каліфорнії — Сакраменто, найбільш населене місто — Лос-Анджелес.
Територія нинішнього штату Каліфорнія була населена індіанцями, коли у XVI сторіччі її вперше досягли європейські дослідники. Починаючи з 1769 року, Іспанія колонізувала берегові області цієї території, яка стала частиною Мексики після проголошення Мексикою незалежності у 1821 році. 
Мексика, по суті, нехтувала Каліфорнією протягом наступних 25 років — і в результаті Американо-мексиканської війни (1846—1848) територію захопили лише 500 американських солдатів і моряків. 
Після війни територію закупили Сполучені Штати згідно з Договором Гваделупе Ідальго. Відтак за часи каліфорнійської золотої лихоманки 1848—1849 років до цього району додатково емігрували близько 90 000 осіб і в 1850 році Каліфорнія стала 31-м штатом Сполучених Штатів.
Сонячний клімат штату надав йому репутацію курортного, у порівнянні зі Східним узбережжям Сполучених Штатів. Каліфорнія має шосту економіку у світі, 3,2 трлн дол. (на 2019 р.); на неї припадає майже 15 % валового внутрішнього продукту (ВВП) Сполучених Штатів (21,43 трлн дол. в 2019 р.). 
Головні галузі економіки включають сільське господарство, розважальну індустрію, легку промисловість і туризм. У Каліфорнії також розташовані кілька важливих економічних областей як-от Голлівуд (розваги), каліфорнійська Центральна долина (сільське господарство), Кремнієва долина (комп'ютери та високі технології) і Винна країна (вино).

## Походження назви
Спочатку Каліфорнією називалася велика територія, складена з мексиканського півострова, зараз відомого як Каліфорнія (Нижня Каліфорнія) та американського штату Каліфорнія. Територія сучасних штатів Невади, Юти, Аризони та Вайомінгу також належали Іспанії й Мексиці, але були майже повністю нерозвинені.
Вважають, що ім'я виникло від міфічного раю Calafia, зображеного в збірнику казок «Amadís de Gaula», іспанського романтика XVI сторіччя Гарсії Родрігеса де Монтальво, який в книзі був недосяжним берегом, повним золота, велелюбних амазонок, що живуть в печерах, та дивних звірів.
Також є свідоцтво, що слово Каліфорнія, можливо, пішло від ранніх іспанських дослідників, які увійшли до Каліфорнії через гарячі південні області — і називали Каліфорнію «гарячою як духовка» (cali > гаряче, fornia > духовка). Ця назва, можливо, пішла від caliente fornalia, що іспанською означає «гаряча піч», або, можливо, від calida fornax, «гарячий клімат» латинською.

## Історія

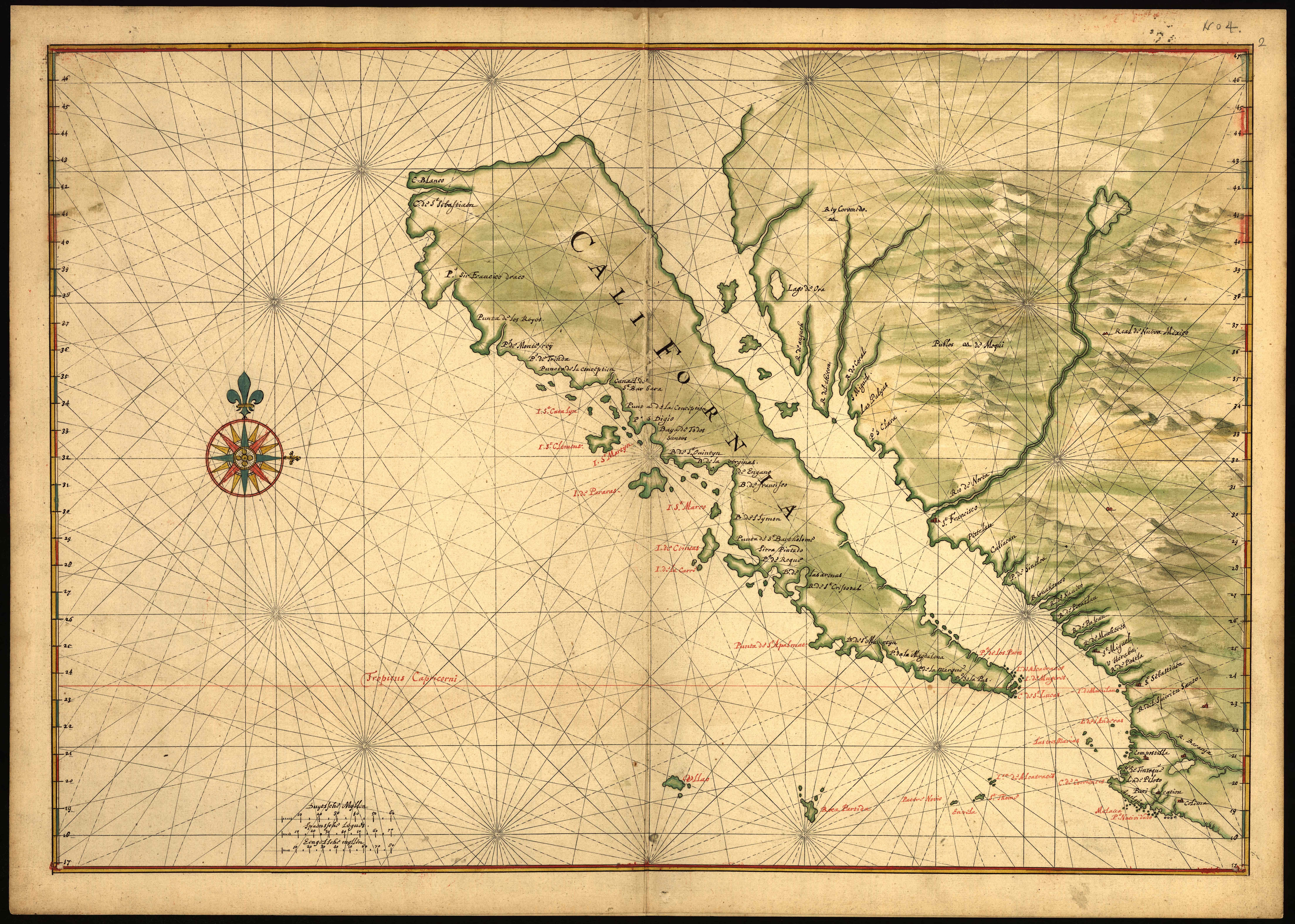
«Каліфорнія» зображена як острів на мапі 1650 року.

Територія Каліфорнії була відкрита 1535 р. морською тихоокеанською експедицією Ернана Кортеса. Першими європейцями, які досліджували ці береги, були Хуан Родрігес Кабрільйо в 1542 р. і сер Френсіс Дрейк у 1579 р. Аж до 1730-х Каліфорнія вважалася островом. Починаючи з кінця 1700-х років, іспанські місіонери будували невеликі поселення на величезних ділянках землі на порожніх землях на північ від Нижньої Каліфорнії (California Baja). Після проголошення незалежності Мексики, весь ланцюг таких поселень (місій) був оголошений власністю мексиканського уряду і вони були покинуті.
Каліфорнією була названа північно-західна частина іспанської імперії в Північній Америці. Після Американо-мексиканської війни 1847 року цей регіон був поділений між Мексикою і Сполученими Штатами. У 1846 р., під час війни, була проголошена Каліфорнійська республіка, існування якої швидко закінчилося після того, як комодор Військово-морського Флоту США Джон Слоат висадився в Сан-франциській затоці — і оголосив цю територію власністю США.
Американська частина, Верхня Каліфорнія, стала 31-м штатом США в 1850 р.
З відкриттям золота у 1848 р. почалася так звана «Золота лихоманка», за який час чисельність населення Каліфорнії зросла кількаразово.
Під час Громадянської війни в США Каліфорнія офіційно підтримала Північ. Але населення розділилося у своїх перевагах, і загони каліфорнійських добровольців билися на обох сторонах.
Завершення будівництва першої трансконтинентальної залізниці в 1870-х роках привело до вибухового зростання населення. Переселенцям подобався клімат, чудово відповідний для життя і сільського господарства. З 1950 року Каліфорнія стала найнаселенішим штатом США, яким і залишилась понині.

## Географія

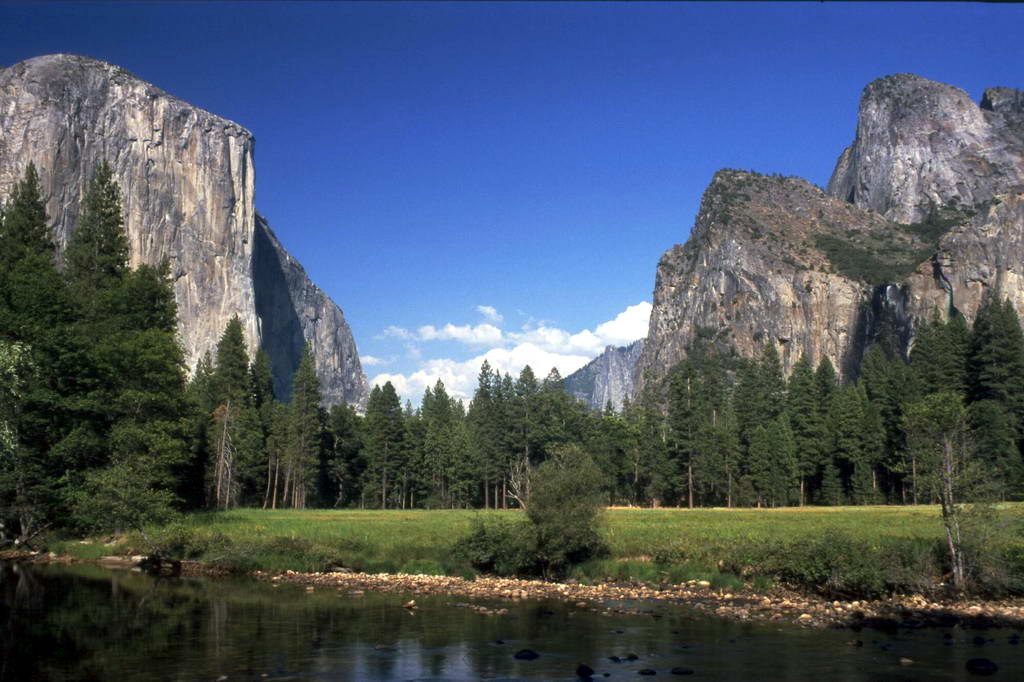
Національний парк Йосеміті

Каліфорнія розташована на узбережжі Тихого океану. Вона межує зі штатом Орегон на півночі, штатами Невада та Аризона на сході та мексиканським штатом Баха-Каліфорнія на півдні. Каліфорнія — третій за площею штат США (423 970 км²). Більшість великих міст лежать на узбережжі, в зоні помірного середземноморського клімату.
Центральну частину штату займає родюча Центральна долина (англ. Central Valley), обрамлена з усіх боків горами, і яка колись була дном океану.
На півдні Каліфорнії розміщена пустеля Могаве. На північному заході Могаве лежить Долина Смерті — найнижча (86 метрів нижче рівня моря) і найспекотніша точка Північної Америки.
На сході знаходяться гори Сьєрра-Невада (ісп. Sierra Nevada — засніжені гори). Їх вінчає гора Вітні (Mount Whitney) — найвища точка континентальної частини США (4421 м). Тут же розташовані Національні парки Йосеміті, Секвоя, Королівський каньйон, та глибоке прісне озеро Тахо.
Територією всієї Каліфорнії проходить розлом Сан-Андреас, через це тут часті землетруси. Також на території Каліфорнії знаходиться декілька вулканів. Деякі з них дієві, як-от пік Лассен, який вивергався в 1914 і 1921 роках.

### Клімат
Клімат Каліфорнії надзвичайно різноманітний. На більшій частині території штату він середземноморський, з вологою зимою і сухим літом. Вплив океану знижує різницю температур, приводить до прохолодного літа і теплої зими. Через холодну Каліфорнійську океанську течію уздовж берега часто стоїть туман. При просуванні углиб території клімат стає більш континентальним, з великою різницею температур зимою і літом. Західні вітри з океану приносять вологу, і північна частина штату одержує більше опадів, ніж південна. На клімат також впливають гори, які не пропускають вологе повітря з океану далеко вглиб континенту.
У північно-західній частині Каліфорнії клімат помірний океанський, сумарна кількість опадів становить 38—100 см на рік. У Центральній долині переважає середземноморський клімат, але з більшою різницею температур. Для гір характерний гірський клімат, сніжна зима і помірно тепле літо. На схід від гірських хребтів розташовані пустельні райони з холодною зимою та спекотним літом.

## Адміністративний устрій
Каліфорнія управляється як республіка. Має три гілки влади — виконавчу, законодавчу і судову.
Виконавча влада — це губернатор штату та інші виборні посадовці. Губернатор Каліфорнії — Джеррі Браун. Перед ним цей пост 8 років займав Арнольд Шварценеггер.
Законодавчу владу здійснюють Сенат (40 сенаторів) і Асамблея (80 депутатів). Головний закон Каліфорнії — це Конституція Каліфорнії, один із найдовших чинних законодавчих документів у світі. Його обсяг — понад 10 000 слів[уточнити].
Судова гілка влади представлена Верховним Судом штату Каліфорнія і судами нижчого рівня.
Столиця штату — місто Сакраменто. Раніше столицею були міста Монтерей (1775—1849), Сан-Госе (1849—1851), Вальєхо (1852—1853), Беніша (1853—1854) і Сан-Франциско (1862). Сакраменто став постійною столицею в 1854 р. У 1862 р. столичні функції були перенесені на чотири місяці в Сан-Франциско через потужні повені.
Каліфорнія має двох представників у Сенаті США (Даян Файнштайн з 1992 року, Камала Гарріс з 2017 року) і 53 — в Конгресі США.

## Демографія

### Населення

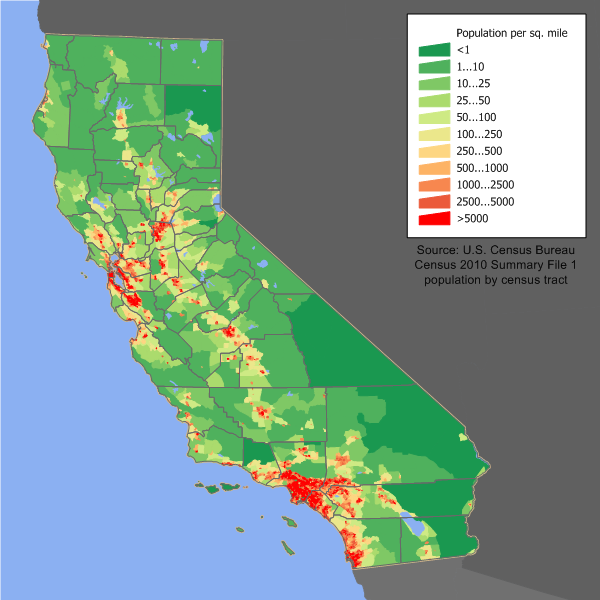
Мапа густоти населення у Каліфорнії

На 2005 рік населення Каліфорнії оцінювалося в 36 132 147, що на 290 109, або 0,8 % більше, ніж попереднього року і на 2 260 494, або 6,7 %, більше, ніж у 2000 році, роблячи Каліфорнію 13-м штатом за темпами росту (після Невади, Аризони, Флориди, Джорджії, Юти, Айдахо, Техасу, Колорадо, Північної Кароліни, Делаверу, Вірджинії, і штату Вашингтон). Це включає природне збільшення починаючи з останнього перепису на 1 557 112 осіб (2 781 539 народження мінус 1 224 427 смертність) і збільшення завдяки міграції в 751 419 осіб. Імміграція з-за кордону Сполучених Штатів призвела до притоку 1 415 879 осіб, і міграція в межах країни призвела до відтоку 664 460 осіб.
Каліфорнія — найбільший за населенням штат США: більш ніж 12 % американців живуть у штаті. Лише 33 країни світу мають більше населення, ніж Каліфорнія; для порівняння у Каліфорнії живуть приблизно на чотири мільйони більше людей ніж у всій Канаді.
Міста Каліфорнії
| Місце | Місто         | Населення в межах міста | Площа км² | Густота населення на км² | Округ           |
| ----- | ------------- | ----------------------- | --------- | ------------------------ | --------------- |
| 1     | Лос-Анджелес  | 3 957 875               | 1280      | 2 885                    | Лос-Анджелес    |
| 2     | Сан-Дієго     | 1 305 736               | 885       | 1 382                    | Округ Сан-Дієго |
| 3     | Сан-Хосе      | 945 000                 | 474,9     | 1 874                    | Санта-Клара     |
| 4     | Сан-Франциско | 799 263                 | 127,4     | 6 095                    | Сан-Франциско   |
| 5     | Лонг-Біч      | 491 564                 | 137,8     | 3 352                    | Лос-Анджелес    |
| 6     | Фресно        | 464 727                 | 284       | 1 501                    | Фресно          |
| 7     | Сакраменто    | 452 959                 | 248,8     | 1 534                    | Сакраменто      |
| 8     | Окленд        | 412 318                 | 153,1     | 2 611                    | Аламіда         |
| 9     | Санта-Ана     | 351 697                 | 73,9      | 4 562                    | Оріндж          |
| 10    | Анагайм       | 345 317                 | 133,4     | 2 455                    | Оріндж          |

### Агломерації Каліфорнії

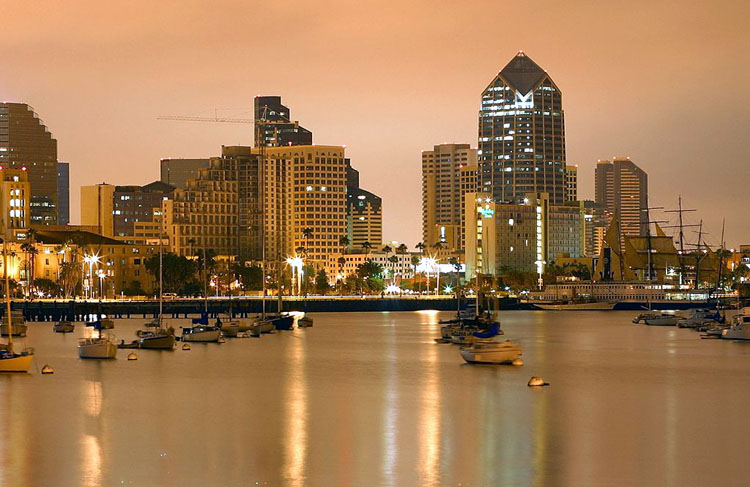
Сан-Дієго

Каліфорнія — сильно урбанізований штат. У штаті чотири міських райони з населенням понад 1 мільйона осіб:
- Лос-Анджелес (агломерації: Лос-Анджелес-Санта Ана, Ріверсайд-Сан-Бернардіно, Окснард-Вентура) — 16 373,6 тис. осіб
- Бей Аріа (район затоки Сан-Франциско) Сан-Франциско (агломерації: Сан-Франциско — Окленд, Сан-Хосе, Валєхо-Напа, Санта-Роза, Санта-Крус) — 7092,2 тис. осіб
- Сан-Дієго (агломерація Сан-Дієго) — 2813,9 тис. осіб
- Сакраменто (агломерації: Сакраменто, Тракі — Грас-Валі, Юба-Сіті) — 2028,0 тис. осіб

Див. також Агломерації Каліфорнії з переліком 30 агломерацій і чисельності української громади в них.

### Расовий і етнічний склад
Інтерпретація даних Бюро перепису населення США може бути важкою з двох причин. По-перше, це важко завдяки політиці Бюро розглядати расу та латиноамериканське походження як дві окремі категорії. Латиноамериканці повинні не тільки вибирати відповідь «hispanic»; вони повинні також вибрати расу, наприклад «білу» або «азійську», або просто деяку «іншу расу». По-друге, значна частина (~10 %) латиноамериканців має статус незаконних іммігрантів.
У Каліфорнії немає етнічної більшості. Нелатиноамериканські білі все ще є найбільшою групою, але більше не є більшістю населення завдяки високорівневій імміграції в останні роки. Латиноамериканці складають понад третину населення; інші великі етнічні групи — азійці, чорношкірі та американські індіанці.
Через високорівневу імміграцію з Латинської Америки, особливо Мексики, і більшої норми народження серед латиноамериканського населення передбачається, що латиноамериканці стануть більшістю в штаті приблизно у 2040 році. Каліфорнія має друге азійське населення (у відсотках) серед американських штатів (Гаваї мають найбільше).
| Расова група          | Перепис 2000 | Оцінка 2004 |
| білі                  | 47,4 %       | 44,2 %      |
| латиноамериканці      | 32,4 %       | 34,9 %      |
| азійці                | 11,0 %       | 12,0 %      |
| чорношкірі            | 6,5 %        | 6,0 %       |
| дві чи більше раси    | 1,9 %        | 1,9 %       |
| американські індіанці | 0,5 %        | 0,5 %       |
| вихідці з Океанії     | 0,3 %        | 0,3 %       |

### Мови
На 2000 рік 60,5 % каліфорнійських жителів п'яти років і старше говорять англійською вдома, а 25,8 % говорять іспанською. Китайська мова — третя найбільша розмовна мова (2,6 %), філіппінська четверта (2,0 %) і в'єтнамська п'ята (1,3 %).
Мовний склад Каліфорнії 2010 року  [Архівовано 1 грудня 2007 у Wayback Machine.]
| Мова         | Частка людей старших 5 років, % |
| ------------ | ------------------------------- |
| Англійська   | 57,02                           |
| Іспанська    | 28,46                           |
| Тагальська   | 2,20                            |
| Китайська    | 1,60                            |
| В'єтнамська  | 1,43                            |
| Корейська    | 1,08                            |
| Кантонська   | 0,66                            |
| Мандаринська | 0,54                            |
| Вірменська   | 0,52                            |
| Перська      | 0,52                            |
| Інші         | 7,40                            |

Індіанські мови Каліфорнії налічують понад сто мов, та показують велику різноманітність, що робить Каліфорнію однією з найбільш лінгвістично різноманітних областей у світі. Проте, всі індіанські мови находяться під загрозою зникнення, не зважаючи на зусилля з їх підтримки.
Починаючи з 1986, каліфорнійська конституція конкретизувала, що англійська мова — спільна і державна мова штату. Мовна політика — велика політична проблема в штаті, особливо що стосується політики мови навчання та офіційного використання мов, якими розмовляють іммігранти.

### Релігія
Релігійні концесії у Каліфорнії:
- Християни — 75 %
  - Протестанти — 38 %
    - Баптисти — 8 %
    - Пресвітеріанці — 3 %
    - Методисти — 2 %
    - Лютеранці — 2 %
    - Інші протестанти — 23 %

  - Католики — 34 %
  - Інші християни — 3 %
- Євреї — 2 %
- Мусульмани — 2 %
- Інші релігії — 3 %
- Нерелігійні — 20 %

Як і в інших західних штатах, відсоток каліфорнійського населення, що називають себе нерелігійними, порівняно високий відносно решти США.

### Злочинність
Арешти й злочини в Каліфорнії нижче, ніж це було 10 років тому. З 2008 року знизилися на 8 % з 1 266 505 до 1 165 322 у 2017 році. Містом з найвищим рівнем злочинності у штаті є Сан-Франциско. Далі йдуть Сан Хоакін, Шаста, Аламеда і Дель Норте.

## Економіка

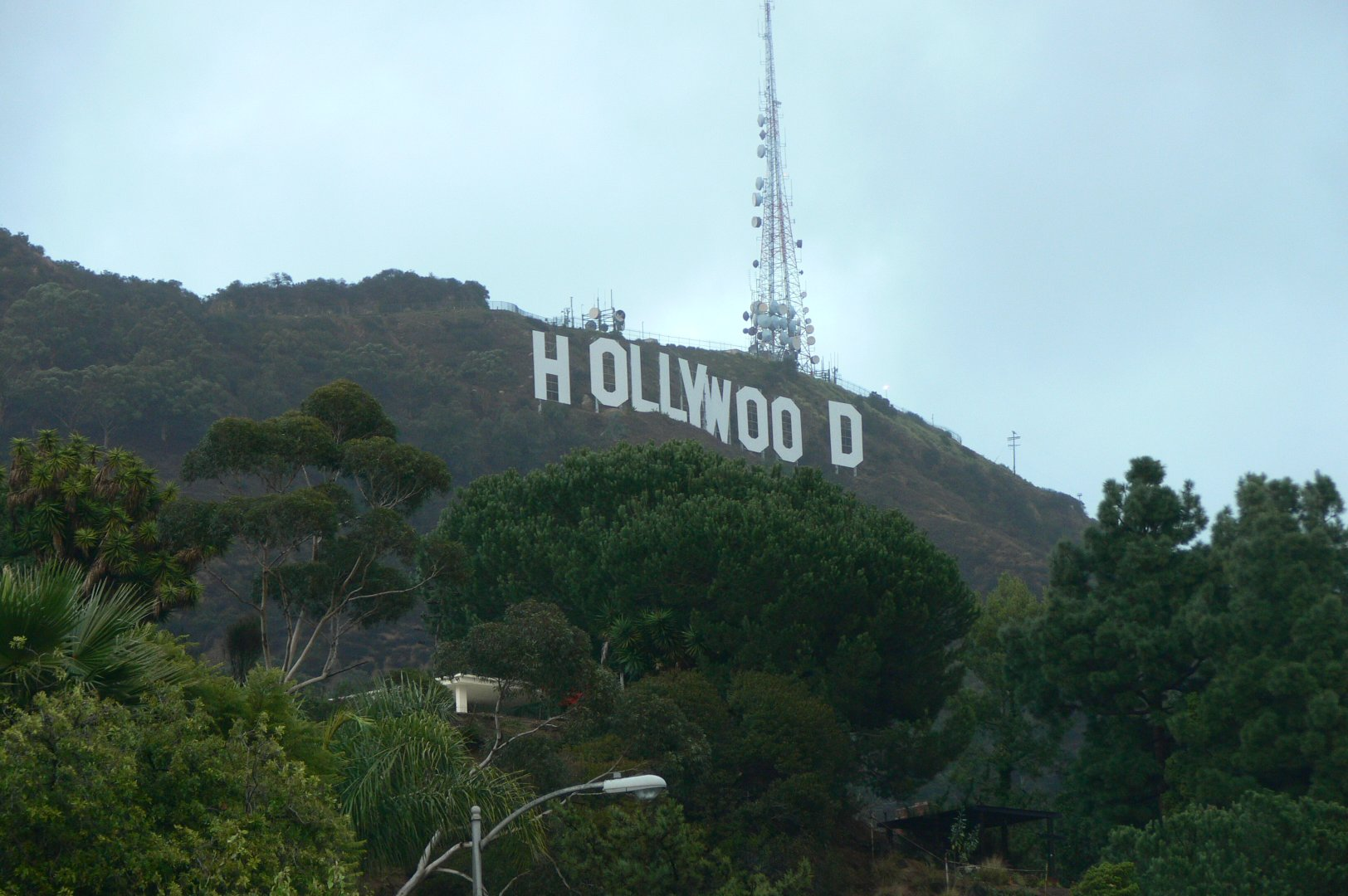
Знак Голлівуду — найвідоміший символ величезної каліфорнійської індустрії розваги.

На 2005 р., Каліфорнія мала сьому найбільшу економіку у світі, не рахуючи США. Хоча штат історично має репутацію сонячнішого і ледачішого, у порівнянні зі Східним Узбережжям Сполучених Штатів, він відповідає за 13 % з валового внутрішнього продукту Сполучених Штатів. Валовий продукт штату становив понад 1,6 трлн дол. (1 600 000 000 000 доларів на 2005 рік), що більше, ніж у будь-якому іншому американському штаті, і більшості країн у світі (за паритетом купівельної спроможності).
Каліфорнія — також дім декількох істотних економічних областей, як, наприклад Голлівуд (розвага), каліфорнійська Центральна долина (сільське господарство), Кремнієва долина (комп'ютери та високі технології), і винні області, наприклад Санта-Барбара і Північна каліфорнійська Винна Країна (вино).

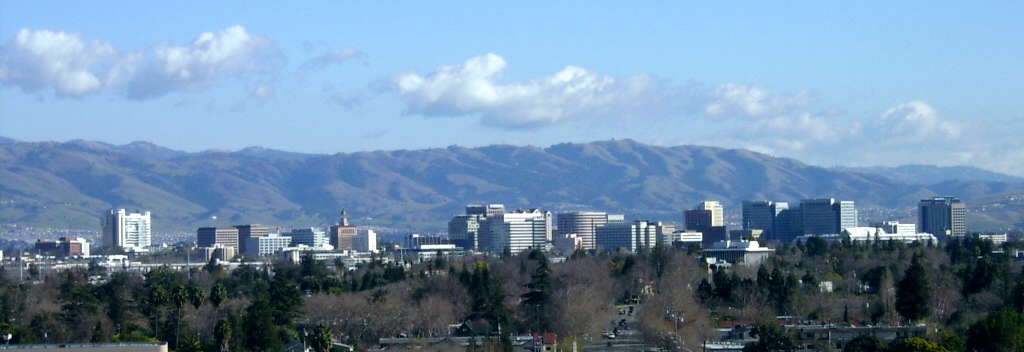
Кремнієва долина — центр каліфорнійської комп'ютерної промисловості.

Домінантна промисловість, що більш ніж удвічі перевищує наступну — сільське господарство (включаючи вирощування плодів, овочів, виробництво масла й вина). За нею йдуть аерокосмічна промисловість, індустрія розваг, перш за все телебачення за доларовим обсягом, хоча багато фільмів все ще робляться в Каліфорнії, легка промисловість, включаючи виробництво комп'ютерних компонентів та програмного забезпечення і гірська промисловість.
Дохід на душу населення становить 33 403 доларів (2003), займаючи 12-те місце в країні. На душу населення прибуток значно змінюється в залежності від географічної області та професії. Центральна долина має самі екстремальні контрасти прибутку, з сезонними працівниками на фермах, що отримують менш ніж мінімальну заробітну плату. Нещодавно, Долина Сан-Хоакін характеризувалася як одна з економічно гірших областей в США, разом з районом Аппалачі.
У той самий час як деякі берегові міста є найбагатшими на людину в США, перш всього Сан-Франциско, округ Марін та Великий Лос-Анджелес, несільськогосподарські центральні округи мають майже найвищий рівень бідності в США. Райони високої технології в Північній Каліфорнії, особливо Кремнієва долина (округи Санта-Клара і Сан Матео), зараз підіймаються після економічного спаду, викликаного падінням Інтернет-компаній, спаду, що викликав втрату понад 250 000 робочих місць тільки в Північній Каліфорнії. Недавні (весна 2005 року) економічні дані вказують, що економічний приріст відновився в Каліфорнії, хоча все ще трохи нижче національного прогнозу в 3,9 %. Міжнародний бум в цінах на житло був дуже сильним у Каліфорнії, з середньою ціною будинку в штаті понад півмільйона доларів у квітні 2005 року.
Туристична індустрія займає одне з провідних місць в економіці штату. Туризм входить до п'ятірки найбільших галузей по зайнятості населення.
У 2013 році в Каліфорнії кількість внутрішніх поїздок становила 227,2 млн (184,2 млн з яких були здійснені для відпочинку). Цей показник є найвищим серед всіх штатів США.
У 2013 в Каліфорнії побувало понад 20 % закордонних туристів, що приїздили до США, а чистий прибуток перевищив відмітку в 12,8 млрд $.
Найбільше штат відвідують туристи з Китаю, Мексики, Великої Британії, Канади, Японії та Німеччини.

## Освіта

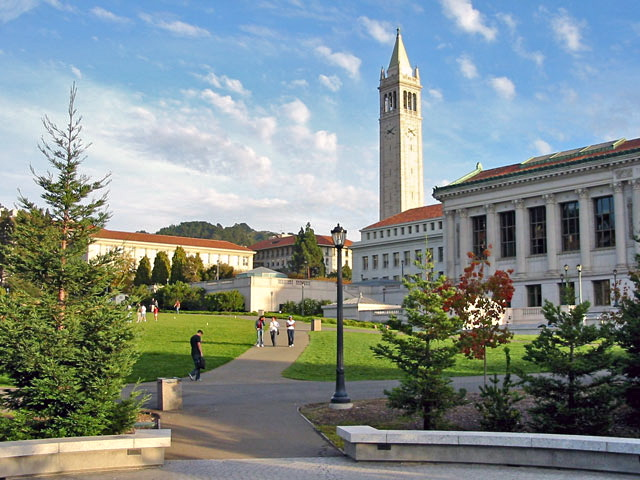
Університет Каліфорнії (Берклі) — один з найкращих університетів та дослідницьких центрів у світі.

Каліфорнійська публічна система освіти підтримується унікальною конституційною поправкою, яка вимагає 40 % доходів штату витрачати на освіту.
Початкові школи мають різну ефективність. Якість шкіл сильно залежить від місцевого розміру податку і розміру місцевої адміністрації. У деяких областях, адміністративні витрати досягають значного відсотка сум направлених на освіту. У старших класах школи пропонують факультативні курси з торгівлі, мов і гуманітарних наук. До них приймають студентів від 14—18 років, але обов'язкова освіта припиняється у віці 16 років. У багатьох районах факультативні курси викладають і для учнів 11—13 років. У початковій школі викладають практичні навички, історію і суспільствознавство. Обов'язкова освіта починається у віці 6 років.
Головна система науково-дослідних університетів — це Каліфорнійський університет (University of California), де зараз працює більше Нобелівських лауреатів, ніж у будь-якій іншій установі світу, і який вважається найкращою суспільною університетською системою світу. Система Університету Каліфорнії складається з дев'яти частково незалежних університетів чи кампусів: у Берклі, Лос-Анджелесі, Сан-Дієго, Девісі, Санта-Барбарі, Санта-Крусі, Ірвайні, Ріверсайді та Мерседі. Крім Університету Каліфорнії система вищої освіти включає другу велику систему університетів — Університет штату Каліфорнія (анг. California State University), систему Громадських коледжів (англ. Community colleges), та приватні університети, такі як Стенфордський (англ. Stanford University), Клермонтський коледж, Університет Південної Каліфорнії (англ. USC) та Каліфорнійський технологічний інститут (англ. Caltech).

## Екологія
Каліфорнія — штат, що має велику кількість і щільність промисловості у порівнянні із середнім рівнем у США. Велику увагу керівництво штату приділяє боротьбі із забрудненням. Енергетичний стандарт «2020» передбачає, що всі нові будинки, що будуються на території штату, з 2020 року повинні бути облаштовані сонячними панелями. Це пов'язано з планами скоротити викиди парникових газів, що спричиняють глобальне потепління, на 40 % до 2030 року.

## Побратимські відносини
- Львівська область, Україна (січень 2024 р.)[8]